# Ian Cox
Ian Gary Cox (Croydon, 25 maart 1971) is een voormalig profvoetballer uit Trinidad en Tobago, die onder meer speelde voor het voetbalelftal van Trinidad en Tobago en Gillingham.
Hij begon met voetbal bij Carshalton Athletic. In 1994 werd hij voor £40.000,- verkocht aan Crystal Palace. Daar werd hij niet goed genoeg gevonden, waardoor hij vertrok naar Bournemouth in 1996. Hij speelde meer dan 170 wedstrijden voor Bournemouth, waarvan velen naast Rio Ferdinand.
In het seizoen 2000/01 vertrok hij transfervrij naar Burnley FC. Daar kwam hij tot meer dan 100 wedstrijden, waarna hij transfervrij vertrok naar Gillingham. Hij werd opgeroepen door Leo Beenhakker voor het WK 2006. Hij kwam alle drie de wedstrijden van Trinidad & Tobago niet in actie.